# Kyriazi

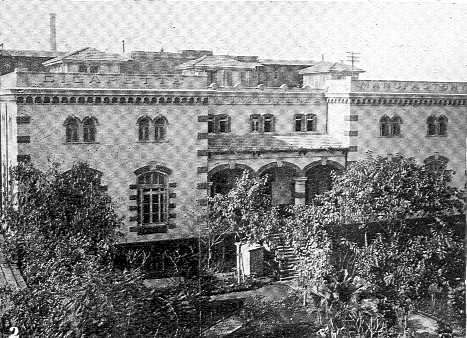
Die Fabrik in Souk El Tewfikia

Kyriazi (Kyriazi Frères) war ein griechisch-ägyptischer Tabak- und Zigarettenhersteller.
Ioannis Kyriazis mit seinen Brüdern Efstathios und Epaminondas gründeten das Unternehmen 1873, die anderen Brüder George und Dimitris waren ebenfalls in der Firma beschäftigt. Dessen Eltern waren aus Griechenland eingewandert. Neoklis Kyriazis, der Sohn von George Kyriazis, wurde später Mediziner und beschäftigte sich mit den Folgen den Tabakkonsums.
Um 1901 exportierte das Unternehmen über 103 Mio. Zigaretten im Jahr. Die Söhne von Ioannis (Damianos und Konstantinos Kyriazis) eröffneten Fabriken in Amsterdam (1922) und Hamburg (1925). Eine eigene Vertriebsgesellschaft existierte in London.
Produziert wurden die Marken Aris, Astra, Conqueror Extra, Egyptica, Emir, Ferik, Finas, Ideal, Imperatore, Neptune, Special und Zenith. Die Zielgruppe in Europa war ein jüngeres Publikum, das sich mit den exotischen Produkten von etablierten Marken, wie z. B. Jasmatzi (mit Marken wie „August der Starke“) absetzen wollte.
Kyriazi hatte in Westdeutschland 1960 einen Marktanteil von 1,2 %, deren Anteil ging an British American Tobacco. Bis 2010 existierte eine Kyriazi Freres GmbH in Hamburg (Rohtabak-Import). Im September 2010 wurde sie mit der Batberg Cigarettenfabrik Gesellschaft (Bayreuth) verschmolzen und der Eintrag im Handelsregister gelöscht.
Die Hamburger Fabrik befand sich nach 1950 an der Ecke Breitenfelder Straße Hoheluftchaussee. Das Gebäude gibt es noch.